# Liste der Fahnenträger der Olympischen Winterspiele 2006
Die Liste der Fahnenträger der Olympischen Spiele 2006 führt die Fahnenträger sowohl der Eröffnungsfeier am 10. Februar als auch der Schlussfeier am 26. Februar auf.
Beim Einmarsch der Nationen zogen Athleten aller teilnehmenden Länder ins Olympiastadion von Turin ein. Bei der Eröffnungsfeier wurden die einzelnen Teams von einem Fahnenträger aus den Reihen ihrer Sportler oder Offiziellen angeführt, der entweder von ihrem jeweiligen Nationalen Olympischen Komitee (NOK) oder von den Athleten selbst bestimmt wurde. Bei der Schlussfeier gingen die Fahnenträger separat vor allen anderen Athleten, die ein gemeinsames Feld bildeten, ohne zwischen den Nationalitäten zu unterscheiden.

## Reihenfolge
Der griechischen Mannschaft wurde traditionell der Platz an vorderster Stelle gewährt, ein Sonderstatus, der aus der Ausrichtung der antiken und ersten Spiele der Moderne in Griechenland herrührt. Die Gastgebernation Italien marschierte als letzte Nation ein. Die Athleten der anderen Länder betraten das Stadion in alphabetischer Reihenfolge in der Sprache der Gastgebernation, in diesem Fall also Italienisch. Diese Reihenfolge entspricht sowohl der Tradition als auch den Statuten des Internationalen Olympischen Komitees (IOK). Die Mannschaften aus Nord- und Südkorea liefen als Gesamtkoreanische Mannschaft ein. Bei den Wettkämpfen traten sie jedoch als eigenständige Nationen an.

## Liste der Fahnenträger
Nachfolgend führt eine Liste die Fahnenträger der Eröffnungs- und Schlussfeier aller teilnehmenden Nationen auf, sortiert nach der Abfolge ihres Einmarsches. Die Liste ist zudem sortierbar nach ihrem Staatsnamen, nach Mannschaftskürzel, nach Anzahl der Athleten, nach dem Nachnamen des Fahnenträgers und dessen Sportart.

### Nach Nationen
| #  | Nationalmannschaft           | Kürzel | Athleten | Eröffnungsfeier                   | Eröffnungsfeier             | Schlussfeier                        | Schlussfeier            |
| #  | Nationalmannschaft           | Kürzel | Athleten | Fahnenträger                      | Sportart                    | Fahnenträger                        | Sportart                |
| -- | ---------------------------- | ------ | -------- | --------------------------------- | --------------------------- | ----------------------------------- | ----------------------- |
| 1  | Griechenland                 | GRE    | 5        | Lefteris Fafalis                  | Skilanglauf                 | Vasilios Dimitriadis                | Ski Alpin               |
| 2  | Albanien                     | ALB    | 1        | Erjon Tola                        | Ski Alpin                   | Erjon Tola                          | Ski Alpin               |
| 3  | Algerien                     | ALG    | 2        | Christelle Laura Douibi           | Ski Alpin                   | Noureddine Bentoumi                 | Skilanglauf             |
| 4  | Andorra                      | AND    | 3        | Alex Antor                        | Ski Alpin                   | Volunteer                           | Volunteer               |
| 5  | Argentinien                  | ARG    | 9        | María Birkner                     | Ski Alpin                   | Clyde Getty                         | Freestyle-Skiing        |
| 6  | Armenien                     | ARM    | 5        | Wasgen Asrojan                    | Eiskunstlauf                | Wasgen Asrojan                      | Eiskunstlauf            |
| 7  | Australien                   | AUS    | 40       | Alisa Camplin                     | Freestyle-Skiing            | Dale Begg-Smith                     | Freestyle-Skiing        |
| 8  | Österreich                   | AUT    | 85       | Renate Götschl                    | Ski Alpin                   | Andreas Pröller                     | Bob                     |
| 9  | Aserbaidschan                | AZE    | 2        | Igor Lukanin                      | Eiskunstlauf                | Teymur Jafarow                      | NOK Assistent           |
| 10 | Belgien                      | BEL    | 4        | Kevin van der Perren              | Eiskunstlauf                | Bart Veldkamp                       | Eisschnelllauf          |
| 11 | Bermuda                      | BER    | 1        | Patrick Singleton                 | Skeleton                    | Patrick Singleton                   | Skeleton                |
| 12 | Belarus                      | BLR    | 28       | Alexander Popow                   | Trainer                     | Aljaksandr Lasutkin                 | Skilanglauf             |
| 13 | Bosnien und Herzegowina      | BIH    | 6        | Aleksandra Vasiljević             | Biathlon                    | Mojca Rataj                         | Ski Alpin               |
| 14 | Brasilien                    | BRA    | 10       | Isabel Clark                      | Snowboard                   | Nikolai Hentsch                     | Ski Alpin               |
| 15 | Bulgarien                    | BUL    | 21       | Ekaterina Dafowska                | Biathlon                    | Ewgenija Radanowa                   | Shorttrack              |
| 16 | Kanada                       | CAN    | 196      | Danielle Goyette                  | Eishockey                   | Cindy Klassen                       | Eisschnelllauf          |
| 17 | Tschechien                   | CZE    | 85       | Martina Sáblíková                 | Eisschnelllauf              | Kateřina Neumannová                 | Skilanglauf             |
| 18 | Chile                        | CHI    | 9        | Daniela Anguita                   | Ski Alpin                   | Marco Zúñiga                        | Biathlon                |
| 19 | Volksrepublik China          | CHN    | 78       | Yang Yang (A)                     | Shorttrack                  | Han Xiaopeng                        | Freestyle-Skiing        |
| 20 | Zypern                       | CYP    | 1        | Theodoros Christodoulou           | Ski Alpin                   | Theodoros Christodoulou             | Ski Alpin               |
| 21 | Korea 1                      | COR    | 46       | Lee Bo-ra (KOR) Han Jong-in (PRK) | Eisschnelllauf Eiskunstlauf | Jeon Da-hye (KOR) Han Jong-in (PRK) | Shorttrack Eiskunstlauf |
| 22 | Costa Rica                   | CRC    | 1        | Arthur James Barton               | Trainer                     | Arturo Kinch                        | Skilanglauf             |
| 23 | Kroatien                     | CRO    | 24       | Janica Kostelić                   | Ski Alpin                   | Ivan Šola                           | Bob                     |
| 24 | Dänemark                     | DEN    | 5        | Dorthe Holm                       | Curling                     | Daniel McKay                        | NOK Assistent           |
| 25 | Estland                      | EST    | 28       | Eveli Saue                        | Biathlon                    | Kristina Šmigun                     | Skilanglauf             |
| 26 | Äthiopien                    | ETH    | 1        | Robel Teklemariam                 | Skilanglauf                 | Robel Teklemariam                   | Skilanglauf             |
| 27 | Mazedonien                   | MKD    | 3        | Gjorgi Markovski                  | Ski Alpin                   | Gjorgi Markovski                    | Ski Alpin               |
| 28 | Finnland                     | FIN    | 102      | Janne Lahtela                     | Freestyle-Skiing            | Markku Uusipaavalniemi              | Curling                 |
| 29 | Frankreich                   | FRA    | 89       | Bruno Mingeon                     | Bob                         | Carole Montillet-Carles             | Ski Alpin               |
| 30 | Georgien                     | GEO    | 3        | Wachtang Murwanidse               | Eiskunstlauf                | Iason Abramaschwili                 | Ski Alpin               |
| 31 | Deutschland                  | GER    | 164      | Kati Wilhelm                      | Biathlon                    | Claudia Pechstein                   | Eisschnelllauf          |
| 32 | Japan                        | JPN    | 112      | Jōji Katō                         | Eisschnelllauf              | Jōji Katō                           | Eisschnelllauf          |
| 33 | Großbritannien               | GBR    | 40       | Rhona Martin                      | Curling                     | Shelley Rudman                      | Skeleton                |
| 34 | Hongkong                     | HKG    | 1        | Han Yueshuang                     | Shorttrack                  | Han Yueshuang                       | Shorttrack              |
| 35 | Indien                       | IND    | 4        | Neha Ahuja                        | Ski Alpin                   | Neha Ahuja                          | Ski Alpin               |
| 36 | Iran                         | IRI    | 2        | Alidad Saveh Shemshaki            | Ski Alpin                   | Seyed Mojtaba Mirhashemi            | Skilanglauf             |
| 37 | Irland                       | IRL    | 4        | Kirsten McGarry                   | Ski Alpin                   | Rory Morrish                        | Skilanglauf             |
| 38 | Island                       | ISL    | 5        | Dagný Linda Kristjánsdóttir       | Ski Alpin                   | Sindri Pálsson                      | Ski Alpin               |
| 39 | Amerikanische Jungferninseln | ISV    | 1        | Anne Abernathy                    | Rennrodeln                  | Anne Abernathy                      | Rennrodeln              |
| 40 | Israel                       | ISR    | 5        | Galit Chait                       | Eiskunstlauf                | Galit Chait                         | Eiskunstlauf            |
| 41 | Kasachstan                   | KAZ    | 56       | Alexander Koreschkow              | Eishockey                   | Radik Schaparow                     | Skispringen             |
| 42 | Kenia                        | KEN    | 1        | Philip Boit                       | Skilanglauf                 | Philip Boit                         | Skilanglauf             |
| 43 | Kirgisistan                  | KGZ    | 1        | Iwan Borissow                     | Ski Alpin                   | Iwan Borissow                       | Ski Alpin               |
| 44 | Lettland                     | LAT    | 58       | Artūrs Irbe                       | Eishockey                   | Ilmārs Bricis                       | Biathlon                |
| 45 | Libanon                      | LIB    | 3        | Edmond Kairouz                    | Offizieller                 | Jean Kairouz                        | Offizieller             |
| 46 | Liechtenstein                | LIE    | 6        | Jessica Walter                    | Ski Alpin                   | Alex Hermann                        | Chef de Mission         |
| 47 | Litauen                      | LTU    | 7        | Vida Vencienė                     | Chef de Mission             | Irina Terentjeva                    | Skilanglauf             |
| 48 | Luxemburg                    | LUX    | 1        | Fleur Maxwell                     | Eiskunstlauf                | Fleur Maxwell                       | Eiskunstlauf            |
| 49 | Madagaskar                   | MAD    | 1        | Mathieu Razanakolona              | Ski Alpin                   | Mathieu Razanakolona                | Ski Alpin               |
| 50 | Moldau                       | MDA    | 7        | Natalia Levcencova                | Biathlon                    | Natalia Levcencova                  | Biathlon                |
| 51 | Monaco                       | MON    | 4        | Patrice Servelle                  | Bob                         | Jérémy Bottin                       | Bob                     |
| 52 | Mongolei                     | MGL    | 2        | Chürelbaataryn Chasch-Erdene      | Skilanglauf                 | Erdene-Otschiryn Otschirsüren       | Skilanglauf             |
| 53 | Nepal                        | NEP    | 1        | Dachhiri Dawa Sherpa              | Skilanglauf                 | Kamal Chitrakar                     | Offizieller             |
| 54 | Norwegen                     | NOR    | 81       | Pål Trulsen                       | Curling                     | Frode Estil                         | Skilanglauf             |
| 55 | Neuseeland                   | NZL    | 18       | Sean Becker                       | Curling                     | Sean Becker                         | Curling                 |
| 56 | Niederlande                  | NED    | 35       | Jan Bos                           | Eisschnelllauf              | Rintje Ritsma                       | Eisschnelllauf          |
| 57 | Polen                        | POL    | 48       | Paulina Ligocka                   | Snowboard                   | Tomasz Sikora                       | Biathlon                |
| 58 | Portugal                     | POR    | 1        | Danny Silva                       | Skilanglauf                 | Danny Silva                         | Skilanglauf             |
| 59 | Rumänien                     | ROU    | 25       | Gheorghe Chiper                   | Eiskunstlauf                | Zsolt Antal                         | Skilanglauf             |
| 60 | Russland                     | RUS    | 178      | Dmitri Dorofejew                  | Eisschnelllauf              | Jewgeni Pljuschtschenko             | Eiskunstlauf            |
| 61 | San Marino                   | SMR    | 1        | Marino Cardelli                   | Ski Alpin                   | Marino Cardelli                     | Ski Alpin               |
| 62 | Senegal                      | SEN    | 1        | Leyti Seck                        | Ski Alpin                   | Lamine Gueye                        | Offizieller             |
| 63 | Serbien und Montenegro       | SCG    | 6        | Jelena Lolović                    | Ski Alpin                   | Aleksandar Milenković               | Biathlon Skilanglauf    |
| 64 | Slowakei                     | SVK    | 62       | Walter Marx                       | Rennrodeln                  | Martin Bajčičák                     | Skilanglauf             |
| 65 | Slowenien                    | SLO    | 42       | Tadeja Brankovič                  | Biathlon                    | Nejc Brodar                         | Skilanglauf             |
| 66 | Spanien                      | ESP    | 16       | María José Rienda                 | Ski Alpin                   | Juan Jesús Gutiérrez                | Skilanglauf             |
| 67 | Vereinigte Staaten           | USA    | 211      | Chris Witty                       | Eisschnelllauf              | Joey Cheek                          | Eisschnelllauf          |
| 68 | Südafrika                    | RSA    | 3        | Alexander Heath                   | Ski Alpin                   | Tyler Botha                         | Skeleton                |
| 69 | Schweden                     | SWE    | 112      | Anja Pärson                       | Ski Alpin                   | Anette Norberg                      | Curling                 |
| 70 | Schweiz                      | SUI    | 143      | Philipp Schoch                    | Snowboard                   | Maya Pedersen                       | Skeleton                |
| 71 | Tadschikistan                | TJK    | 1        | Andrei Drygin                     | Ski Alpin                   | Abdugafar Schariopw                 | Offizieller             |
| 72 | Chinesisch Taipeh            | TPE    | 1        | Ma Chih-hung                      | Rennrodeln                  | Volunteer                           | Volunteer               |
| 73 | Thailand                     | THA    | 1        | Prawat Nagvajara                  | Skilanglauf                 | Volunteer                           | Volunteer               |
| 74 | Türkei                       | TUR    | 6        | Tuğba Karademir                   | Eiskunstlauf                | Sabahattin Oğlago                   | Skilanglauf             |
| 75 | Ukraine                      | UKR    | 53       | Natalja Jakuschenko               | Rennrodeln                  | Natalja Jakuschenko                 | Rennrodeln              |
| 76 | Ungarn                       | HUN    | 20       | Rózsa Darázs                      | Shorttrack                  | Erika Huszár                        | Shorttrack              |
| 77 | Usbekistan                   | UZB    | 4        | Kayrat Ermetov                    | Ski Alpin                   | Kayrat Ermetov                      | Ski Alpin               |
| 78 | Venezuela                    | VEN    | 1        | Werner Hoeger                     | Rennrodeln                  | Werner Hoeger                       | Rennrodeln              |
| 79 | Italien                      | ITA    | 184      | Carolina Kostner                  | Eiskunstlauf                | Armin Zöggeler                      | Rennrodeln              |

### Nach Sportarten
| Sportart              | Eröffnungsfeier | Anzahl | Schlussfeier | Anzahl |
| --------------------- | --- | ------ | --- | ------ |
| Biathlon              | Bosnien und Herzegowina Bulgarien Estland Deutschland Moldau Republik Slowenien | 6      | Chile Lettland Moldau Republik Polen Serbien und Montenegro | 5      |
| Bobsport              | Frankreich Monaco | 2      | Osterreich Kroatien Monaco | 3      |
| Curling               | Danemark Vereinigtes Konigreich Norwegen Neuseeland | 4      | Finnland Neuseeland Schweden | 3      |
| Eishockey             | Kanada Kasachstan Lettland | 3      | – | 0      |
| Eiskunstlauf          | Armenien Aserbaidschan Belgien Korea Nord Georgien Israel Italien Luxemburg Rumänien Turkei | 10     | Armenien Korea Nord Israel Luxemburg Russland | 5      |
| Eisschnelllauf        | Tschechien Korea Sud Japan Niederlande Russland Vereinigte Staaten | 6      | Belgien Kanada Deutschland Japan Niederlande Vereinigte Staaten | 6      |
| Freestyle-Skiing      | Australien Finnland | 2      | Argentinien Australien China Volksrepublik | 3      |
| Nordische Kombination | – | 0      | – | 0      |
| Rennrodeln            | Jungferninseln Amerikanische Chinesisch Taipeh Slowakei Ukraine Venezuela 1954 | 5      | Jungferninseln Amerikanische Italien Ukraine Venezuela 1954 | 4      |
| Shorttrack            | China Volksrepublik Hongkong Ungarn | 3      | Bulgarien Hongkong Ungarn Korea Sud | 4      |
| Skeleton              | Bermuda | 1      | Bermuda Vereinigtes Konigreich Sudafrika Schweiz | 4      |
| Ski Alpin             | Albanien Algerien Andorra Argentinien Chile Indien Iran Irland Island Kirgisistan Kroatien Liechtenstein Madagaskar Mazedonien 1995 Osterreich San Marino Schweden Senegal Serbien und Montenegro Spanien Sudafrika Tadschikistan Usbekistan Zypern Republik | 24     | Albanien Bosnien und Herzegowina Brasilien Frankreich Georgien Griechenland Indien Irland Kirgisistan Madagaskar Mazedonien 1995 San Marino Usbekistan Zypern Republik          | 14     |
| Skilanglauf           | Athiopien Griechenland Kenia Mongolei Nepal Portugal Thailand | 7      | Algerien Athiopien Tschechien Belarus Costa Rica Estland Iran Irland Kenia Litauen Mongolei Norwegen Portugal Rumänien Serbien und Montenegro Slowakei Slowenien Spanien Turkei | 19     |
| Skispringen           | – | 0      | Kasachstan | 1      |
| Snowboard             | Brasilien Polen Schweiz | 3      | – | 0      |
| Offizieller           | Costa Rica Libanon Litauen Belarus | 4      | Andorra Aserbaidschan Chinesisch Taipeh Danemark Libanon Liechtenstein Nepal Senegal Tadschikistan Thailand                                                                     | 9      |